# Wielkopolskie Towarzystwo Kulturalne
Wielkopolskie Towarzystwo Kulturalne – organizacja pozarządowa zajmująca się wspieraniem i promocją kultury i sztuki w Wielkopolsce. Działa od roku 1962. 
Zrzesza osoby oraz instytucje, w tym przede wszystkim lokalne i regionalne stowarzyszenia społeczno-kulturalne. Inicjuje oraz realizuje projekty społeczno-kulturalne w nawiązaniu do dziedzictwa, wartości i potencjału kultury regionu. Jest ośrodkiem współpracy ruchu regionalnych stowarzyszeń kultury, środowisk akademickich, twórców oraz instytucji kultury, regionalistów i samorządowców. Należy do ogólnopolskiego związku stowarzyszeń Ruch Stowarzyszeń Regionalnych RP.

## Cele organizacji
- promocja inicjatyw indywidualnych oraz zbiorowych na rzecz rozwoju Wielkopolski w nawiązaniu do dziedzictwa i kultury regionu,
- upowszechnianie wiedzy o kulturze i społeczeństwie Wielkopolski w przeszłości i obecnie,
- integracja społeczności regionu wokół wartości kulturowych wnoszonych przez Wielkopolskę do dorobku ogólnokrajowego,
- promocja aktywności społeczności lokalnych na rzecz rozwoju kultury,
- reprezentowanie ruchu regionalnych stowarzyszeń kultury w Wielkopolsce wobec władz państwowych i samorządowych.

## Działalność organizacji
Co roku WTK organizuje między innymi „Dni Wielkopolski" oraz "Sejmik Wielkopolskich Regionalistów" a także przyznaje Nagrodę Główną za zasługi dla kultury Wielkopolski. Co trzy lata zwołuje „Wielkopolską Konferencję Kulturalną”. Od 1987 roku stowarzyszenie jest wydawcą kwartalnika „Przegląd Wielkopolski”.
Siedziba Towarzystwa znajduje się w Centrum Kultury Zamek w Poznaniu, przy którego wsparciu WTK prowadzi Centrum Regionalizmu Wielkopolskiego, które zajmuje się dokumentacją oraz promocją ruchu regionalnych stowarzyszeń kultury w Wielkopolsce.
Towarzystwo prowadzi projekt "Słownik delegatów na Polski Sejm Dzielnicowy". Celem projektu jest popularyzacja wiedzy o historii ojczystej poprzez zbieranie informacji oraz publikowanie biogramów delegatów na Polski Sejm Dzielnicowy, który zebrał się w Poznaniu 3-5 grudnia roku 1918.
WTK prowadzi archiwum dokumentujące działalność regionalnych stowarzyszeń kulturalnych w Wielkopolsce a także organizuje konferencje, wystawy oraz konkursy na temat inicjatyw kulturalnych, w szczególności w środowiskach lokalnych i adresowanych do młodzieży. Współpracuje z władzami samorządowymi, prasą lokalną oraz instytucjami nauki i kultury.

## Zarząd
Od  28 czerwca 2019 zarząd WTK działał w następującym składzie: Jerzy Babiak (Poznań) – prezes, Norbert Kulpa (Puszczykowo) – wiceprezes, Maria Martyńska (Wągrowiec) – wiceprezes, Aleksandra Kowalska (Koło) – sekretarz, Kazimierz Krawiarz (Kórnik) – skarbnik, Kinga Babicz (Wągrowiec), Hieronim Dymalski (Poznań), Grzegorz Mokrzycki (Koło), Mariusz Polarczyk (Poznań)
Zarząd Wielkopolskiego Towarzystwa Kulturalnego na kadencje 2022 – 2025 na swoim pierwszym posiedzeniu w dniu 12 października 2022 ukonstytuował się w następujący sposób: prof. Jerzy Babiak – prezes, Jan Japas–Szumański - wiceprezes, Piotr Dwornicki – wiceprezes, Aleksandra Kowalska – sekretarz, dr Kazimierz Krawiarz - skarbnik, Hieronim Dymalski - członek, prof. Jan Grad - członek, prof. Elżbieta Lesiewicz - członek, dr Natasza Lubik – Reczek - członek, Karolina Ławniczak - członek, Małgorzata Pawlik – Pawłowska - członek, prof. Krzysztof Urbaniak - członek, dr Jolanta Vogt – Hajder – członek